# Диарра, Мамаду
Мамаду́ Диарра́ (фр. Mahamadou Diarra; 18 мая 1981, Бамако) — малийский футболист, опорный полузащитник.

## Карьера
Диарра начал свою европейскую карьеру в греческом клубе ОФИ (Ираклион), затем играл в голландском клубе «Витесс». Он выступал в французском клубе «Олимпик» (Лион) в 2002—2006 годах, выиграв четыре чемпионских звания. Диарра сравнивали с Патриком Виейра и Клодом Макелеле, и он вошёл в число лучших опорных полузащитников в мире.
Тренер лионского «Олимпика» Жерар Улье выставил очень высокую трансферную цену (40 миллионов евро) за Диарра. Эта сумма равнялась цене, которую «Челси» заплатил «Лиону» за Майкла Эссьена летом 2005 года. «Реал Мадрид» боролся за право выкупить Диарра с «Манчестер Юнайтед», и 18 августа 2006 года «Реал» достиг соглашения с «Лионом», сумма трансфера составила 26 млн евро. 22 августа Диарра был приобретён президентом мадридского «Реала» Рамоном Кальдероном и получил футболку с номером 6, которая до этого принадлежала Ивану Эльгера.
В сезоне 2006/07 Диарра был основным игроком в «Реале» при тренере Фабио Капелло, использовавшем систему с двумя опорными полузащитниками. Затем, однако, череда неудач заставила Диарра сесть на скамью запасных. Гути, более склонный к атаке полузащитник, заменил его, в то время как Капелло поставил бразильца Эмерсона в оборону. К середине декабря Диарра, жаловавшийся на нехватку игровой практики, стал частым гостем на скамейке запасных.
27 января 2011 года руководство «Реала» договорилось о переходе Диарра в «Монако», сумма трансфера составила около 4 млн евро. По итогам сезона команда вылетела во второй по значимости чемпионат Франции. Диарра не стал продлевать контракт и покинул клуб.
27 февраля 2012 года Мамаду Диарра переходит в английский «Фулхэм» в качестве свободного агента